# Luo Xi
Luo Xi (Hubei, 15 de dezembro de 1987) é uma nadadora sincronizada chinesa, medalhista olímpica. 

## Carreira
Luo Xi representou seu país nos Jogos Olímpicos de 2008 e 2012, ganhando a medalha de bronze em Pequim, e prata em Londres 2012 por equipes . 